# Gare de Montabaur
La gare de Montabaur est une gare ferroviaire située en périphérie de la ville allemande de Montabaur, chef-lieu de l'arrondissement de Westerwald en Rhénanie-Palatinat.

## Situation ferroviaire
La gare est située au point kilométrique (PK) 89 de la LGV Cologne - Francfort et se trouve près de l'autoroute allemande A3.

## Service des voyageurs

### Desserte
Les voies 5a et 5b sont utilisées par les trains régionaux. Les voies 1, 2, 3 et 4 sont utilisées par les ICE.